# Orde Charles Wingate
Orde Charles Wingate (Nainital, 26 febbraio 1903 – Distretto di Bishnupur, 24 marzo 1944) è stato un generale britannico durante il secondo conflitto mondiale; teorico della guerriglia, è stato decorato con la Distinguished Service Order.

## La fede
Orde Charles Wingate era nato in una famiglia di solide tradizioni militari, devota alla Chiesa di Scozia e alla chiesa evangelica conservatrice e veterotestamentaria dei Plymouth Brethren.
Fin dalla sua infanzia fu pervaso dalla ferma convinzione di dover adempiere a una missione divina e dedicò buona parte della sua vita a scoprirne la natura. Questa convinzione forgiò il carattere, rendendolo una figura atipica di condottiero militare. Quando aveva la sensazione di non poter raggiungere il suo scopo cadeva in stati depressivi che nelle fasi più acute lo portavano a contemplare il suicidio, mentre in altri momenti viveva fasi di vera e propria euforia.

## I primi anni
Orde Wingate, figlio di George e di Orde Browne, era il maggiore di tre fratelli e quattro sorelle. Il padre, un colonnello in pensione dell'esercito britannico, si dedicò per alcuni anni all'organizzazione di una missione centro asiatica per l'assistenza medica ed evangelica tra i musulmani afgani. Un suo parente, sir Reginald Wingate, era il Sirdar (governatore) del Sudan.

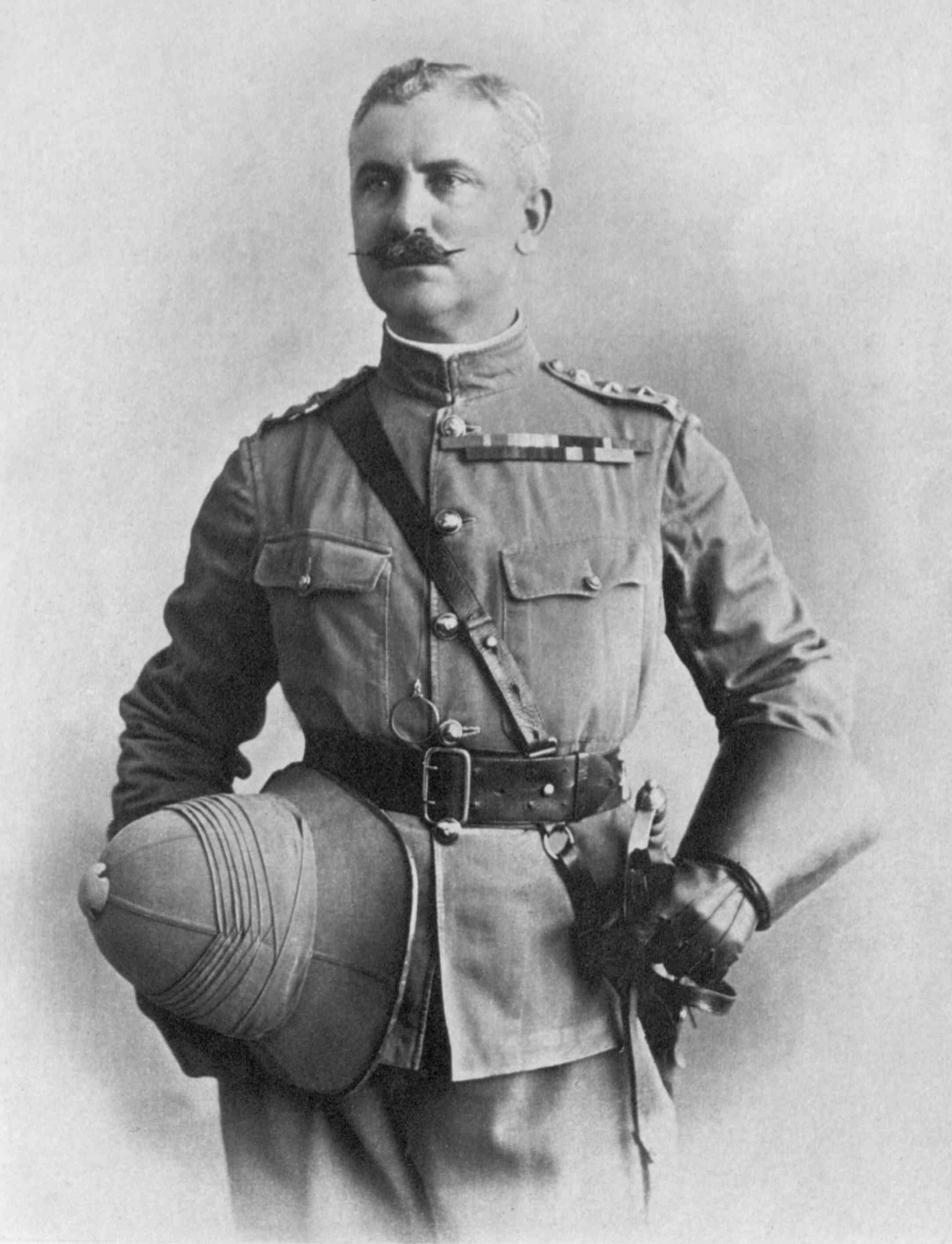
Reginald Wingate

Mentre era ancora bambino la famiglia si ritirò in Inghilterra vivendo con la pensione del padre. Per un periodo la famiglia Wingate ospitò a Oxford i Chapman, loro parenti e soprattutto genitori di quel Thomas Edward Lawrence, meglio noto con il nome di Lawrence d'Arabia, le cui gesta probabilmente influenzarono Orde Wingate, il quale venne soprannominato a sua volta il Lawrence di Giudea e il Lawrence d'Etiopia.
Dall'età di sei anni il padre gli impartì una rigida disciplina fisica fatta di lunghe camminate per i campi e duri esercizi fisici, mentre il resto del suo tempo lo passava a studiare a memoria la Bibbia sotto la severa sorveglianza della madre. Questi esercizi irrobustirono il suo fisico gracile; dall'età di dieci anni divennero la sua passione. In seguito cominciò a studiare la storia dei condottieri inglesi, arrivando ad avere una padronanza completa della materia.
A scuola i suoi compagni lo consideravano un ragazzo introverso che si rifiutava di partecipare ai giochi di gruppo e che spesso aveva un atteggiamento sprezzante nei loro confronti. Quando si iscrisse all'accademia militare di Woolwich (Londra), questo atteggiamento contribuì a rendere difficile la sua convivenza con i compagni i quali un giorno lo obbligarono a passare tra due file, da loro composte, di giovanotti che lo schernivano e percuotevano con piccoli bastoni. Quando l'operazione ebbe termine egli se ne tornò al suo alloggio senza nemmeno voltarsi indietro, con le spalle ingobbite. Passarono anni prima che parlasse a qualcuno di tale incidente, che commentò dicendo: «Non dimenticherò mai quell'umiliazione per il resto della vita».

## L'inizio della carriera
Diplomatosi all'accademia militare all'età di vent'anni, divenne ufficiale di artiglieria e fu inviato alla piana di Salisbury. Si trasferì nel quartiere arabo di Londra e iniziò a studiare la lingua e la cultura araba presso la School of Oriental Studies. Quello che apprese sulla vita dei beduini lo affascinò a tal punto che, per emulare il loro stile di vita, rinunciò alle più elementari norme igieniche. Per proteggerlo dai parassiti, i suoi colleghi dovevano rapirlo e lavarlo a forza.
Nel 1928 venne trasferito in Sudan, dove gli fu affidato l'incarico di stroncare le imprese di alcuni razziatori etiopi che cacciavano di frodo gli elefanti (per rivenderne l'avorio) e rapivano donne e bambini da vendere come schiavi. In quell'occasione Wingate iniziò a elaborare le sue tattiche di guerriglia e, grazie anche alla sua portentosa capacità di orientamento, riuscì a organizzare incursioni in territorio etiope tornando senza difficoltà alla base.

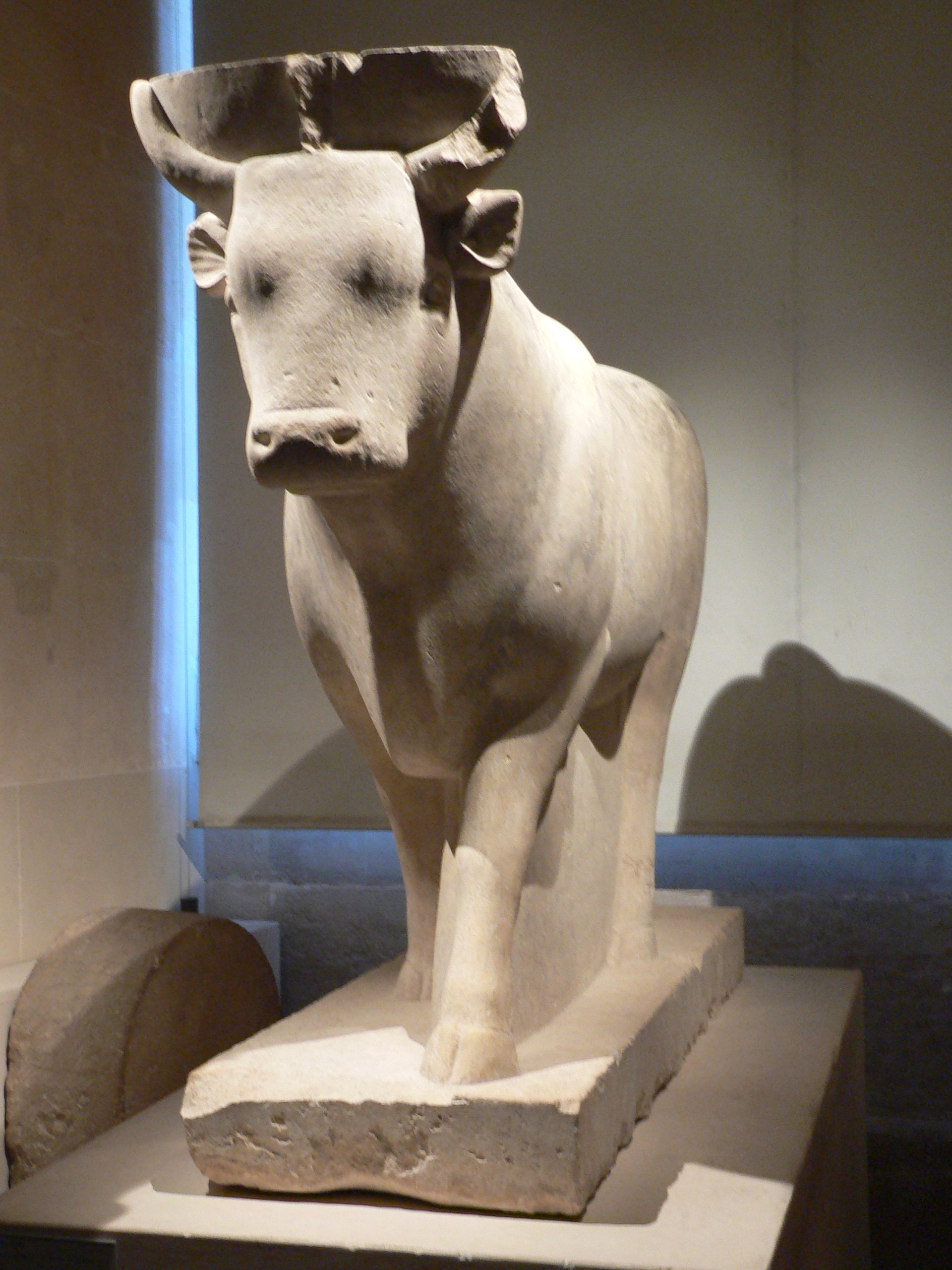
Statua raffigurante il dio Api, Saqqarah, Egitto

Conclusa con successo la missione, durata cinque anni, decise che doveva fare qualcosa per emergere, e la soluzione gli venne fornita dalle sue letture delle opere di Erodoto. Fu affascinato dalla storia di Cambise: questi nel 525 a.C., impazzito per aver provocato la morte del dio Api, decise di conquistare la Numidia; durante la marcia venne informato che nel tempio di Zeus Ammone, sito nell'oasi di Siwa nel deserto libico, vi erano grandi ricchezze, e inviò a impadronirsene un esercito di cinquantamila persiani che venne travolto e sterminato da una tempesta di sabbia.
Quando Wingate si recò al Cairo per esporre ai più eminenti accademici la sua decisione di ritrovare i resti dell'esercito di Cambise, fu convinto a desistere dall'impresa, ritenuta disperata, e dietro consiglio del generale Clayton decise di recarsi nel deserto libico per cercare la leggendaria Zerzura, l'oasi degli uccelli dal rapido batter di ali.
Raccontò la sua avventura in un resoconto pubblicato dal Geographical Journal, rivista della Royal Geographical Society che aveva finanziato la sua spedizione. Tale impresa fallì e lui stesso rischiò di perdere la vita. Durante il viaggio in nave che lo portò in Inghilterra da Porto Said conobbe l'allora sedicenne Lorna Patterson, che sposò due anni più tardi.

## La svolta

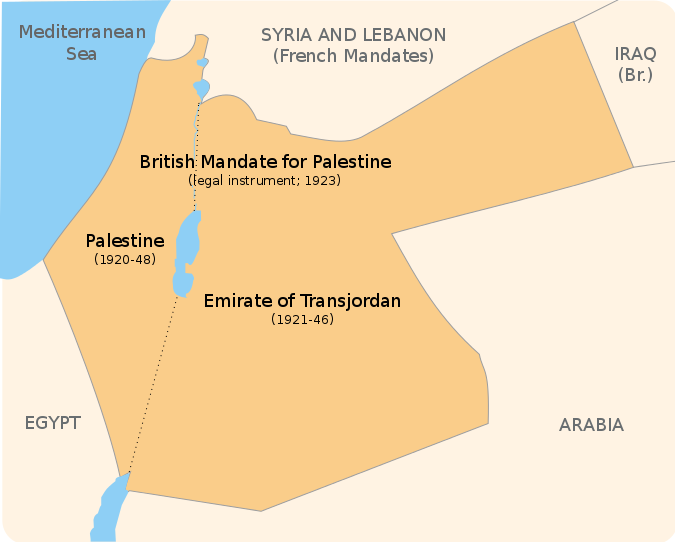
Mandato britannico in Palestina tra il 1923 e il 1948

Nel settembre 1936 sbarcò a Haifa con la moglie per presentarsi al comando di Gerusalemme, dove prestò servizio come capitano nel servizio informazioni. Dopo aver studiato durante il viaggio i libri che trattavano il problema ebraico, decise di abbandonare il filoarabismo e di dedicare  la vita ad aiutare il popolo ebraico a edificare il proprio Stato.
Il contatto con i territori biblici provocò in lui un'estasi mistica, spingendolo a vagare per il Monte Tabor cantando a squarciagola i Salmi con una voce a dir poco stonata. Frequentò i massimi capi sionisti, tra i quali lo stesso David Ben-Gurion, i quali dopo un'iniziale esitazione si fidarono di lui chiamandolo in codice Haiedid (l'amico).
La sua casa divenne un salotto frequentato da capi della comunità ebraica che discutevano fino a tarda sera delle prospettive della causa sionista e delle problematiche create in Palestina, durante la grande rivolta araba da un'aggressiva banda di guerriglieri arabi con base in Siria guidata da Kaukiji. Le colonie ebraiche, che erano spesso obiettivo di quegli attacchi, subivano forti perdite tra i loro membri, ma, per non incorrere nelle sanzioni delle autorità britanniche, le milizie del Yishuv si limitavano a respingere gli assalti delle bande arabe senza opporre alcuna seria reazione.
Si adoperò per convincere i capi militari dell'Haganah ad abbandonare la mentalità da fortezza e a portare il conflitto negli stessi villaggi arabi, ma solamente dopo i sabotaggi degli oleodotti della British Petroleum riuscì a convincere il generale Sir Archibald Wavell a prestare il suo consenso all'addestramento di truppe ebraiche. In seguito il suo successore Haining incaricò Wingate di creare un reparto misto, formato da ufficiali britannici e truppe ebraiche, chiamato SNS (Special Night Squads), dal seno del quale più tardi si generò il Palmach. Fino a quel momento la repressione dell'attività delle bande arabe era fondata solamente sull'azione dell'aviazione, ma gli arabi avevano imparato a non farsi localizzare dalla RAF. Wingate intuì che una formazione irregolare non può essere debellata da un esercito regolare, per quanto superiore sul piano tecnologico, e che solamente incaricando un reparto semiufficiale come le SNS di attuare le tecniche della guerriglia si poteva sperare di sconfiggere i ribelli.
Stabilì il suo comando presso il kibbutz di Ein Harod, da dove partiva per esplorare scrupolosamente il territorio circostante. Dopo aver scoperto le basi della guerriglia araba, gli uomini delle SNS cominciarono ad appostarsi a lato dei sentieri percorsi dagli uomini di Kaukiji, tendendo loro delle imboscate ed eseguendo spedizioni punitive nei villaggi che li ospitavano. In tal modo alla fine l'insurrezione fu domata.

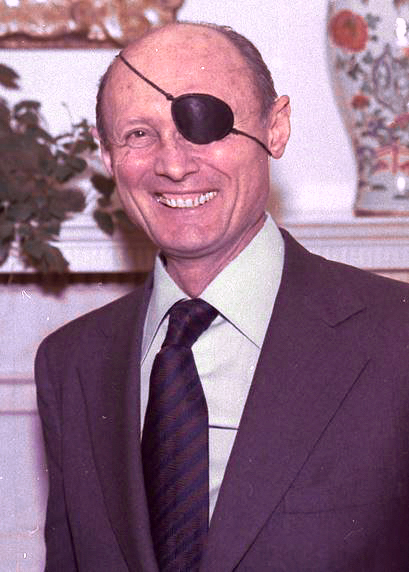
Moshe Dayan

All'interno delle SNS furono plasmati i futuri comandanti dell'esercito israeliano, il più noto dei quali fu Moshe Dayan, che rimase sgradevolmente colpito dal lato oscuro della personalità di Wingate, il quale un giorno ordinò a un soldato ebreo di sparare a un arabo che cavalcava poco lontano e, quando il soldato lo mancò, in un accesso d'ira prese a percuoterlo selvaggiamente con il frustino. Poiché la polizia inglese cominciò a insinuare dei dubbi sul numero delle perdite nemiche, Wingate dopo ogni operazione ordinò di inviare al più vicino posto di polizia un camion carico di cadaveri degli arabi uccisi facendoli scaricare di fronte al cancello.
Altri comandanti israeliani come Zvi Brenna e Yigal Allon ricordarono anche momenti nei quali mostrava una grande sensibilità verso i suoi uomini.
Nel 1939 l'alto comando britannico, conformandosi alla politica filoaraba del governo, il quale aveva appena emanato quel Libro Bianco che chiudeva le porte all'immigrazione ebraica in Palestina, decise di sciogliere le SNS e di arrestare alcuni dei suoi membri. Wingate prima di essere trasferito in Inghilterra scrisse Lo stato ebraico. La sua sicurezza e la sua difesa durante la transizione, ipotizzando di guidare gli ebrei contro le truppe britanniche e cercando di convincere Chaim Weizmann e Ben-Gurion a recarsi negli Stati Uniti per far opera di propaganda antibritannica.
Quando a Londra nel 1939 Ben-Gurion fece notare che, essendo la Germania nazista il nemico comune della Gran Bretagna e del popolo ebraico, non era consigliabile danneggiare gli interessi britannici, fu apostrofato da Wingate con l'epiteto di traditore.

## La campagna d'Etiopia

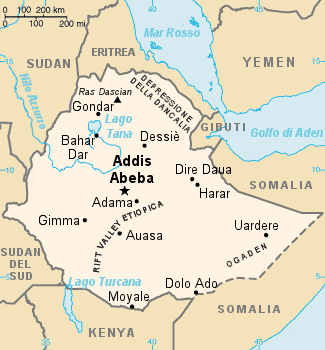
Mappa dell'Etiopia

Le simpatie filosioniste, spinte al limite del tradimento, provocarono un brusco arresto alla carriera di Wingate, che fu impiegato all'interno del territorio britannico come ufficiale di artiglieria. Come in tutti i momenti di difficoltà riemerse la fragilità psicologica di Wingate, che attraversò una delle sue crisi depressive. Scoppiata la seconda guerra mondiale cercò disperatamente di essere inviato al fronte, ma solamente nel 1941 il generale Wavell incaricò Wingate, promosso al grado di tenente colonnello, di mettere a frutto le esperienze acquisite nel campo della guerriglia fomentando una ribellione anti-italiana in Etiopia.
Non appena si incontrò con l'imperatore etiopico Hailé Selassié e con i capi della resistenza si appassionò alla causa dell'indipendenza etiopica e, pertanto, quando si rese conto che il governo di Sua Maestà aveva delle mire neocoloniali sull'Etiopia, reagì immediatamente chiedendo all'imperatore di scrivere una lettera di protesta a Downing Street. Con la benedizione del sovrano etiopico, dalla cui forte personalità fu colpito e che fu fisicamente presente a fianco delle sue truppe per incoraggiare i sudditi a unirsi a lui, e con l'ausilio di Akavia, un giovane ufficiale ebreo da lui conosciuto in Israele, organizzò un'efficace guerra partigiana per mezzo di un reparto formato da britannici, etiopi e sudanesi, che chiamò l'esercito di Gedeone o Gideon Force e i cui effettivi ammontavano a circa 1 770 uomini e 25 000 cammelli, l'ultimo dei quali sarebbe morto a pochi metri da Addis Abeba.
Le truppe di Wingate si infiltrarono negli altopiani del Goggiam, dove condussero una spietata guerriglia contro le truppe italiane, le quali a un certo punto pensarono che la Gideon Force fosse dappertutto; l'azione culminò con la conquista della fortezza di Debra Marcos (chiamata anche Mankorar). Dopo la conquista, Wingate si accorse che la linea telefonica per Addis Abeba era ancora in funzione e decise di mettersi in contatto con il corrispondente di guerra Edmund Stevens, il quale grazie al suo ottimo italiano chiamò ogni fortino lungo la linea fingendosi in preda al panico e, dopo aver avvertito i comandanti dei fortini che una forte colonna nemica si stava dirigendo verso di loro, ordinò un'immediata ritirata. Il bluff ebbe pieno successo.
Non bisogna credere che nel campo della Gideon Force non vi fossero problemi: anzi, gli uomini erano debilitati dalla malaria e dalla cronica insufficienza di cibo, ed erano attaccati dalle pulci. Naturalmente la carenza di vettovaglie colpiva anche gli animali e fu la causa principale, insieme al paesaggio lunare e accidentato, della loro moria.
Lo stesso Wingate era molto provato fisicamente e irascibile. Un giorno il colonnello Daniel Sandford, dopo essere miracolosamente scampato alla morte durante una difficile azione militare, venne violentemente rimproverato da Wingate per motivi talmente futili che l'attendente di Sandford svenne per l'indignazione. Quando riprese conoscenza si accorse di essere divenuto cieco e gli ci vollero mesi di cure perché la vista tornasse a essere quella di prima. Wingate a seguito dell'episodio fu per molto tempo tormentato dai sensi di colpa. Gli unici conforti del tenente colonnello britannico erano una Bibbia in ebraico e la raccolta completa delle opere di Jane Austen. Il giornalista della Reuters Anderson lo descrisse così:
Wingate, forse per soddisfare il suo ego, entrò ad Addis Abeba il 5 maggio 1941 in sella a un cavallo bianco a fianco di Hailé Selassié. Poco lontano da Addis Abeba vi era una grossa concentrazione di truppe italiane, ormai particolarmente demotivate, e di camicie nere agli ordini del generale Saverio Maraventano. Wingate, nonostante fosse in decisa inferiorità numerica, ordinò ai suoi ufficiali di attaccare spostando continuamente i suoi pochi cannoni.

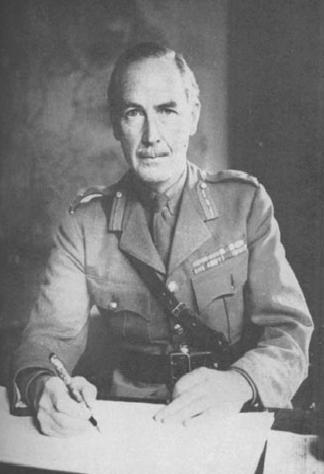
Alan Cunnigham

Dopo una notte di cannoneggiamenti, Maraventano credette di trovarsi di fronte a forze soverchianti e accettò la resa con l'onore delle armi, ma Wingate quando tornò alla base fu aspramente rimproverato dai suoi superiori per aver agito senza attendere gli ordini. Si rese subito conto che il governo inglese, irritato dalla visione di un'Etiopia scevra da influenze straniere, voleva sottovalutare il ruolo della Gideon Force a vantaggio delle truppe regolari sudafricane di sir Alan Cunningham. Del resto, pensando al proprio futuro coloniale, il Regno Unito non voleva certo mettere in evidenza il contributo di truppe non bianche.
Per Wingate, che vedeva in ogni successo militare un'occasione per aumentare la propria influenza nell'esercito e aiutare la causa sionista (propose tra l'altro di affidare il controllo militare della Palestina britannica a truppe ebraiche), questo fu un nuovo colpo. Cadde in una depressione così violenta che fu sufficiente che Akavia giungesse con un giorno di ritardo all'appuntamento concordato perché, credendo di essere stato abbandonato dal suo amico e compagno d'armi, tentasse il suicidio tagliandosi la gola. Per fortuna fu immediatamente curato e salvato. In questo periodo oscuro fu seguito psicologicamente dal dottor Ben Kounin, il quale, ben comprendendo i tormenti che attraversavano la mente di Wingate, utilizzò le sue conoscenze per far sì che il tentato suicidio non provocasse la fine della sua carriera.

## La campagna birmana

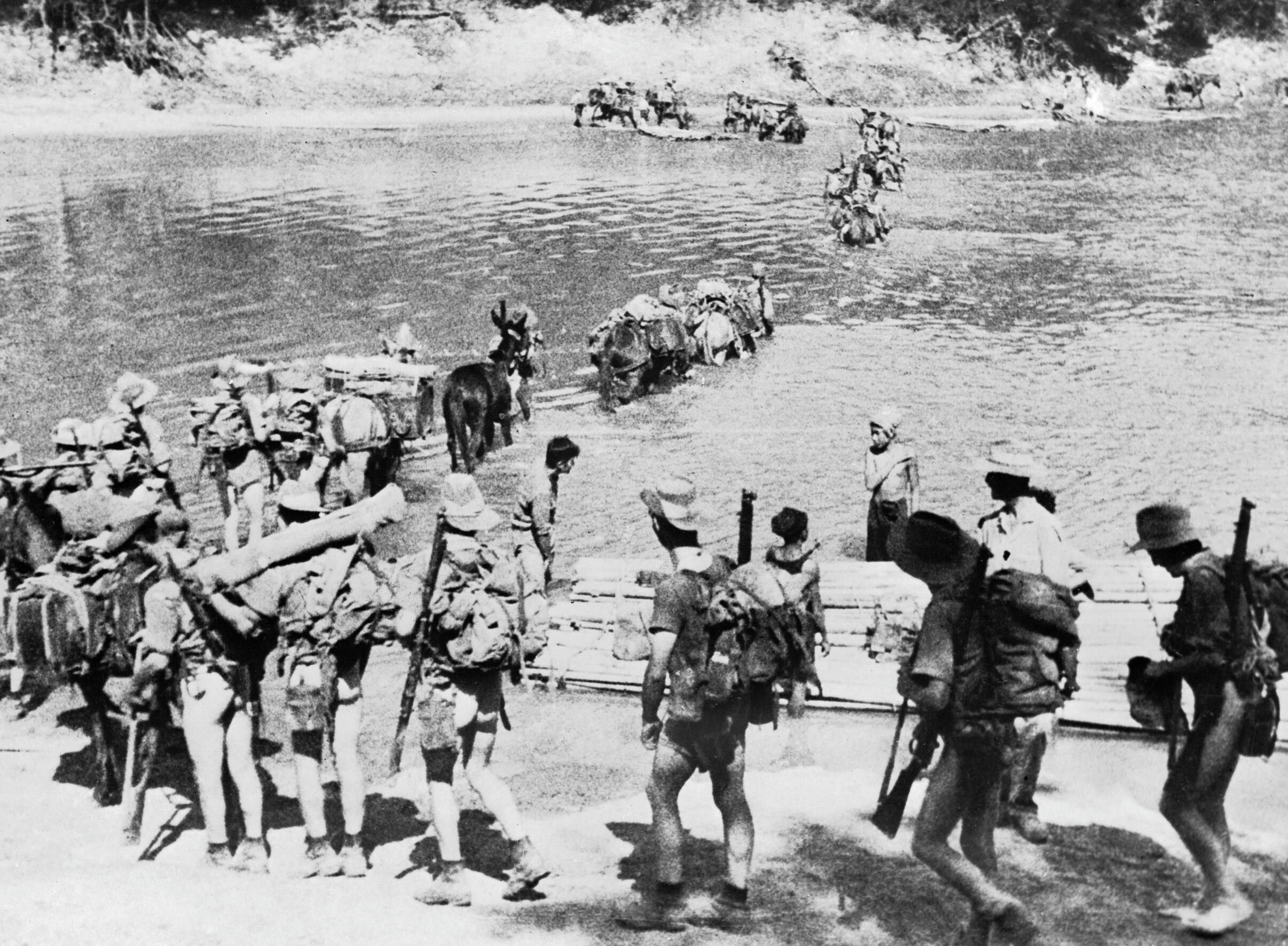
Un gruppo di Chindits durante l'attraversamento di un fiume in Birmania

Wingate partì per l'Estremo Oriente il 27 febbraio 1942: ottenuto il grado di colonnello, si recò in Birmania per organizzare una nuova unità di guerriglia, fondando il reparto dei Chindits, formato da truppe inglesi, birmane e nepalesi. Al ritorno in India il generale Wavell gli diede il comando di una brigata: penetrando dalla giungla indiana nel febbraio del 1943 organizzò una campagna di infiltrazione nel territorio birmano invaso dai giapponesi ma, anche a causa delle cattive condizioni climatiche, gli uomini di Wingate subirono gravi perdite, e dei tremila uomini ai suoi ordini solo duemila tornarono alla base.
Da un punto di vista strettamente militare l'azione portata a termine da Wingate fu un fallimento, in quanto, a fronte delle alte perdite subite, gli Alleati non riuscirono a infliggere che lievi danni alle truppe del sol levante. Però dal punto di vista psicologico la sua offensiva indusse i giapponesi a consolidare le proprie posizioni e di conseguenza a rinunciare ad attuare l'invasione dell'India, e inoltre contribuì a sollevare il morale delle truppe britanniche.

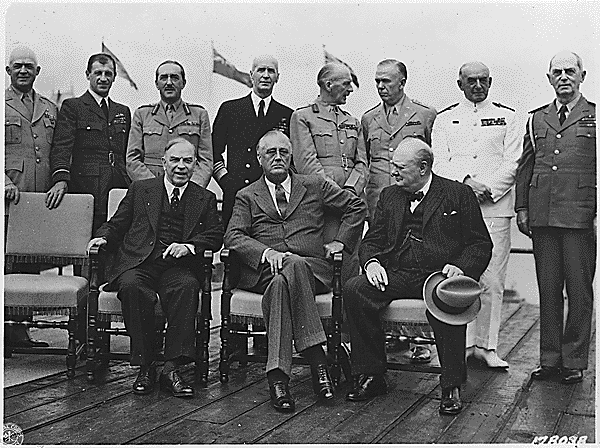
King, Roosevelt e Churchill alla conferenza del Québec

A dispetto dell'ostilità dei colleghi, che mal sopportavano la sua passione per le cipolle e la scarsa igiene personale, il generale Wavell riuscì a proteggere Wingate efficacemente e, anche al fine di sollevare il morale dell'opinione pubblica inglese, a organizzare insieme a Winston Churchill una campagna mediatica a suo favore. Viaggiò con il primo ministro britannico e con la moglie Lorna sulla RMS Queen Mary, dove si svolgeva la prima conferenza di Québec durante la quale incontrò Franklin Delano Roosevelt e gli alti comandi dell'esercito degli Stati Uniti, che decisero di fornire ai suoi reparti supporto logistico e la necessaria copertura aerea.
Nel marzo del 1944, al ritorno in India, ottenuto il grado di maggior generale e il comando di sei brigate, organizzò una nuova offensiva con la quale i Chindits, trasportati da alianti, penetrarono in Birmania. Il piano, che prevedeva la creazione di fortezze militari alleate all'interno delle linee giapponesi, fu coronato da successo, rendendo possibile la vittoria alleata in Birmania.
All'interno della Birmania occupata furono create, grazie al supporto del genio militare statunitense, due larghe piste di atterraggio, chiamate Broadway e Piccadilly, e un'altra pista più piccola, sulle quali atterrò, alle spalle delle forze armate nipponiche, una vera forza di invasione.

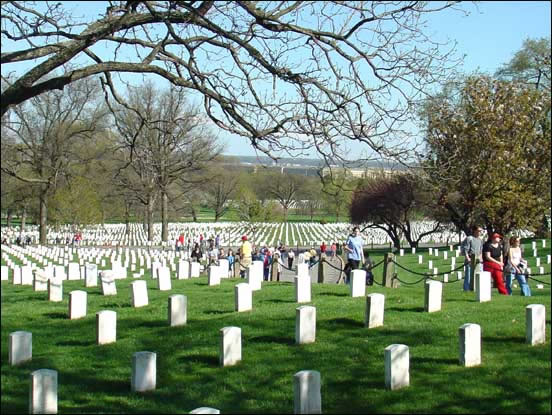
Orde Wingate è sepolto nel cimitero di Arlington, negli Stati Uniti

Il 24 marzo 1944 Wingate perì nei cieli della Birmania in un incidente aereo dovuto al maltempo e alla scarsa visibilità. Suo figlio venne alla luce sei settimane dopo la sua morte. Nel 1948, in piena guerra di indipendenza israeliana, mentre Tel Aviv stava fronteggiando l'attacco di sei diverse forze armate nazionali arabe, la vedova Wingate con il figlio di quattro anni si recò in Israele cercando di rincuorare i suoi capi e i combattenti delle forze di difesa israeliane. Tornata in Inghilterra si iscrisse ad alcune organizzazioni sioniste inglesi.
Nel 1950 la salma di Wingate fu tumulata negli Stati Uniti nel cimitero degli eroi di Arlington.

## L'eredità
Come afferma Leonard Mosley nel suo Il Lord della Guerriglia, negli ultimi istanti della sua vita Wingate probabilmente si sentì tradito da quel Dio che gli aveva impedito di guidare l'esercito israeliano alla vittoria. Era convinto che nel suo destino vi fosse il grado di capo di Stato Maggiore del futuro esercito israeliano ed è difficile immaginare quale sarebbe stata la sua reazione se, come è probabile, gli fosse stato offerto un grado inferiore. Non bisogna dimenticare che nel 1948 gli ebrei, che lottavano anche per il riscatto del loro orgoglio nazionale, non avrebbero permesso a un non ebreo di guidarli.
Come riconosciuto dagli stessi capi israeliani, nella guerra del 1948 i suoi insegnamenti furono fondamentali per i quadri delle forze di difesa di Israele. Si può affermare che Wingate ha realizzato i suoi obiettivi.